# Висока школа струковних студија за образовање васпитача Пирот
Висока школа струковних студија за образовање васпитача Пирот је једина високошколска установа у Пироту у образовању кадрова у домену педагошких наука односно васпитача. 

## Лична карта Установе
Школа је настала преименовањем Више школе за васпитаче у Високу школу струковних студија за образовање васпитача. Мењала је имена неколико пута у историји. Ово је пре била Учитељска школа, Педагошка академија и Виша школа за васпитаче. 
Ова Школа има два смера - васпитач деце предшколског узраста, па се по добијању дипломе добија звање струковни васпитач; и пословно-информациони системи - дуална настава. 
Године 2007. је акредитовала свој програм за основне струковне студије по Болоњском систему које трају три године. 
2013. године је акредитовала програм за струковне студије другог степена - специјалистичке студије.
Године 2019. је Школа прешла у Академија техничко-васпитачких струковних студија, одсек Пирот. 
Руководилац одсека у Пироту је др Емилија Поповић.

### Школски простор и опрема
Висока школа располаже са:
- један амфитеатар
- три учионице
- информатички кабинет
- учионица за музичке активности
- ликовна радионица
- студентски клуб
- библиотека и читаоница

### Локација
Висока школа се налази у улици Ћирила и Методија 29 у Пироту.